# Banque de la République d’Haïti
Die Banque de la République d'Haïti (kurz: BRH) ist die Zentralbank von Haiti mit Hauptsitz in Port-au-Prince.

## Geschichte

### Anfänge
Nach Erlangung der Unabhängigkeit von Frankreich im Jahr 1804 mussten alle staatlichen Einrichtungen Haitis neu geschaffen werden. Im Jahr 1825 gab es einen ersten Vorschlag, der im Namen des deutschen Handelshauses Hermann Hendrick und Co., von einem Amerikaner an die Regierung herangetragen wurde, eine haitianische Bank zu gründen. Der Vorschlag wurde wegen allgemeiner Ressentiments gegen das Engagement von Ausländern abgelehnt, obwohl ein zentrales Finanzinstitut hilfreich gewesen wäre, die erheblichen Reparationszahlungen, die Frankreich für die Anerkennung der ertragreichen einstmaligen Kolonie forderte, aufzubringen.
Nachdem es im Jahr 1839 mit Billigung der Regierung eine Initiative von Geschäftsleuten zur Gründung einer Bank gegeben hatte, die jedoch mangels hinreichend gezeichneter Anteile scheiterte, wurde 1859 unter der Regierung von Präsident Fabre Geffrard ein Gesetz zur Gründung einer Bank vom Parlament verabschiedet. Wiederum wurde das Vorhaben aufgrund fehlender finanzieller Mittel nicht realisiert.

### Banque Nationale d’Haïti
Im Oktober 1874 erteilte die haitianische Regierung einem Amerikaner eine Konzession für die Gründung der Nationalbank von Haiti mit einem Grundkapital von drei Millionen Piaster im Verhältnis von einem Drittel für die Regierung und zwei Dritteln für den Konzessionär. Die Laufzeit der Konzession sollte dreißig Jahre betragen, nach deren Ablauf das Unternehmen in den Besitz des haitianischen Staates übergehen sollte. Der Amerikaner, ein gewisser Lazarre, konnte trotz erfolgreicher Erstellung eines Gebäudes für die Geschäftsräume auch nach Monaten des Hinhaltens seine Verpflichtungen nicht erfüllen.
Trotz intensiver Bemühungen, die erforderlichen Mittel aus Kreisen der Geschäftswelt und wohlhabender Bürger als Einlagen zu erzielen, machte der Aufstand, der im Jahr 1876 die Regierung von Michel Domingue beendete, auch die Pläne für die Gründung der Bank zunichte. Die Geschäftsräume wurden geplündert und später einem völlig anderen Zweck zugeführt.
Am 30. Juli 1880 unterzeichnete der haitianische Finanzminister Charles Laforesterie in Paris einen Vertrag, der der Société Générale de Crédit Industriel et Commercial die Konzession für die Banque Nationale d’Haïti einräumte. Gemäß den Vertragsbedingungen genoss das Haus das ausschließliche Privileg der Ausgabe von Banknoten. Sie konnte auch alle kommerziellen Bankgeschäfte tätigen. Sobald die Banque Nationale d’Haïti ihre Tätigkeit aufnahm, wurde sie von der Öffentlichkeit feindselig behandelt. Man warf ihr vor, nicht zum erwarteten, aber noch ausstehenden Wirtschaftsaufschwung des Landes beizutragen. Ihre Aktivitäten beschränkten sich im Wesentlichen auf Devisenspekulationen und Darlehensvergabe an die Regierung.

### Banque Nationale de la République d'Haïti
Schwierigkeiten bei der Konsolidierung des Geschäfts, ein ungeregeltes Verhältnis zum Finanzministerium, politische Unruhen und vor allem strikter Widerstand von Präsident Nord Alexis gegen ausländische Kredite, die er als direkte Bedrohung der nationalen Unabhängigkeit ansah, hatten die Banque Nationale d’Haïti stark geschwächt. Im Oktober 1910 hatte sich die Verschuldung Haitis bei den Vereinigten Staaten auf 80 Prozent der jährlichen Staatseinnahmen gesteigert. Gleichwohl war das Land in der Lage, seinen Verpflichtungen nachzukommen. Wegen des Einflusses deutscher Geschäftsleute trotzdem besorgt, setzten sich Unternehmen der amerikanische Finanzbranche bei ihrer Regierung dafür ein, Haiti zu besetzen. Von 1910 bis 1911 unterstützte das Außenministerium der Vereinigten Staaten ein Konsortium amerikanischer Investoren, angeführt von der National City Bank of New York, bei der Übernahme einer dominierenden Beteiligung an der Nationalbank von Haiti, um die Banque Nationale de la République d'Haïti (BNRH) zu gründen. Auch Frankreich behielt dank der früheren Rolle der Société Générale in der BNH eine Beteiligung an der BNRH. Die BNRH war einzige Geschäftsbank des Landes und diente der haitianischen Regierung als Zentralbank.
Die BNRH setzte ihre Tätigkeit bis 1934 unter der gemeinsamen Leitung von Amerikanern und Haitianern fort. Erst im Jahr 1947 wurde sie vollständig zu einer haitianischen Bank, die alle Finanzdienstleistungen für den Staat erbrachte. Als in den 1970er Jahren in Haiti mehrere Privatbanken mit ausländischem und inländischem Kapital gegründet wurden, musste sich die BNRH neu orientieren. Sie wurde 1979 durch zwei autonome und unabhängige Finanzinstitute ersetzt: die Banque Nationale de Crédit (BNC) als Geschäftsbank und die Banque de la République d'Haiti (BRH) als Zentralbank.

## Auftrag
Die BRH nimmt vier grundlegende Verantwortlichkeiten wahr:
- Wahrung des Innen- und Außenwerts der nationalen Währung,
- Erhaltung der Effizienz sowie Weiterentwicklung und Beobachtung der Integrität des Zahlungssystems,
- Gewährleistung der Stabilität des Finanzsystems,
- Durchführung aller finanzieller Transaktionen des Staats.

Grundlegendes Ziel der Geldpolitik ist die Preisstabilität. Zu deren Erhalt handelt sie eigene Anleihen mit Geschäftsbanken.
Die Höhe und die Bedingungen der Finanzierung des Haushaltsdefizits verhandelt die BRH mit dem Wirtschafts- und dem Finanzministerium. Damit kommt der BRH und ihrem Gouverneur eine sehr politische Rolle zu.
Der BRH obliegt die Bankenaufsicht in Haiti und sie hat zu diesem Zweck weitreichende Kompetenzen.

## Organisation
Die BRH ist eine öffentlich-rechtliche Einrichtung. Ihr Hauptsitz befindet sich in Port-au-Prince, an der Kreuzung der Rue Pavée mit der Rue Quai im Zentrum der Stadt.
Ronald Gabriel, der seit Oktober 2023 befindliche Gouverneur der BRH, ist seit Gründung im Jahr 1979 der dreiundzwanzigste Träger dieses Amts.
Das Gesetz vom 17. August 1979 zur Gründung der BRH legt in Artikel 6 fest, dass die BRH von einem Verwaltungsrat geleitet wird, dessen Mitglieder per Erlass des Präsidenten der Republik für einen Zeitraum von drei Jahren ernannt werden, der verlängert werden kann. Gemäß den Bestimmungen der Verfassung von 1987 müssen sie vom Senat der Republik bestätigt werden.
Der Verwaltungsrat besteht aus
- dem Gouverneur, der als Vorsitzender des Rates fungiert;
- dem Vizegouverneur, der die Funktion des stellvertretenden Vorsitzenden des Rates ausübt;
- drei Mitgliedern, von denen eines das Amt des Generaldirektors ausübt.

Der Verwaltungsrat bestimmt die Geldpolitik Haitis. Er genehmigt den Druck von Banknoten und die Prägung von Münzen. Er ist für die Kreditgeschäfte der BRH verantwortlich und legt die Modalitäten für Devisengeschäfte fest.